# Nino Lepore
Nino Lepore (Modugno, 1952) è un direttore d'orchestra, violista e compositore italiano.

## Biografia
Ha compiuto gli studi di Viola presso il Conservatorio di Musica “Niccolò Piccinni” di Bari sotto la guida dei Maestri Aldo Ferraresi e Francesco Antonioni.
Nel 1977 è entrato a far parte dell'Orchestra Sinfonica della Provincia di Bari nel ruolo di “Concertino delle Viole” e, con il Teatro Petruzzelli di Bari, ha effettuato numerose tournée (USA, Norvegia,Il Cairo, Spoleto-Festival dei due mondi ecc.).
Diplomatosi nel 1989 in Direzione d'Orchestra presso l'Accademia di Alto Perfezionamento Musicale di Pescara sotto la guida dei Maestri Mario Gusella e Donato Renzetti, nel 1993 è stato nominato Direttore Artistico e Stabile dell'Orchestra Sinfonica della Provincia di Bari. 
Nella sua attività di Direttore d'Orchestra ha diretto tra, l'altro, l'Orchestra Sinfonica d'Italia “Fondazione Guido Cantelli” (Milano) “l'Orchestra Sinfonica della Provincia di Bari”, l'Ensamble “Archi della Scala” (Milano), “l'Orchestra Sinfonica Nacional Argentina” (Buenos Aires), l'Orchestra “Virtuosi di Praga“, “l'Orchestra Sinfonica di Plock” (Varsavia–Polonia), la “Visalia Simphony Orchestra” (California–USA), "l'Orquesta do Norte" (Portogallo), la “San Angelo Simphony” (Texas – USA), la "Japan Classica Orchestra" (Tokio); “l'Orchestra Filarmonica di Acapulco” (Messico); “l'Orchestra Sinfonica UANL di Monterrey” (Messico); “l'Orchestra Sinfonica di Maracaibo" (Venezuela); “l'Orchestra Filarmonica del Veneto Malipiero ” (Treviso);l'Orchestra Filarmonica di "Aguascalientes" (Messico); l'Orchestra Sinfonica di Grosseto; l'Orchestra da Camera Fiorentina;“l'Orchestra Filarmonica Marea Negra” (Costanza–Romania); “l'Orchestra Sinfonica Do Algarve” (Portogallo); “l'Orchestra da Camera del Friuli-Venezia Giulia”; e numerose altre formazioni Sinfoniche e da Camera.
Compositore, ha inciso per l'etichetta “Poligram” il suo primo LP, seguito poi da altre incisioni con diverse etichette ([RCA Italiana|RCA], Tring, BMG Azzurramusic) di sue composizioni ed arrangiamenti.
Ha composto colonne sonore per numerosi film tra i quali ricordiamo “Odore di pioggia” con Renzo Arbore e la regia di Nico Cirasola, Corsica per la regia di Pasquale Squitieri, “Da do da” per la regia di Nico Cirasola (film che hanno partecipato ai Festival del Cinema di Venezia, Cannes e Berlino) “Albania blues”, “Bell'e poker”, "Focaccia blues".
Ha composto numerose musiche per programmi della Radio Televisione Italiana.
Nel 1993 ha vinto il 1º premio assoluto al Concorso Internazionale di “Arrangiamenti per Orchestra ritmico-sinfonica” di Bucarest (Romania). 
Ha anche composto numerosi commenti musicali per spettacoli teatrali. 
Negli anni 2000-2002 è stato, con il M° Roberto De Simone, alla Direzione Artistica dell'Orchestra Sinfonica della Provincia di Bari.
Attualmente è Direttore di Produzione dell'Orchestra Sinfonica della Provincia di Bari.